# Могли: Легенда о џунгли
Могли: Легенда о џунгли (енгл. Mowgli: Legend of the Jungle) је авантуристичко-драмски филм из 2018. чији је редитељ Енди Серкис из сценарија Кели Кловис, базиран на причи скупљеним у колекцији Све приче о Моглију Радјарда Киплинга. Главне улоге тумаче Роен Чанд, Метју Рис и Фрида Пинто, заједно са гласовима и снимљеним покретима глумаца као што су Кристијан Бејл, Кејт Бланчет, Бенедикт Камбербач, Наоми Харис и Серкиса.
Разговори о новом филму о причи Књига о џунгли студија Warner Bros. Pictures почели су 2012. са различитим редитељима, као што су Стив Кловис, Рон Хауард и Алехандро Гонсалес Ињариту који су приступили него што је Серкис потврђен у марту 2014. Велики део улога је потписан тог августа са главним снимањем које је почело у марту 2015. Снимање се дешавало у Јужноафричкој Републици и у студију Warner Bros. Studios у Ливенсдену.
Првобитно планирано да буде објављен у октобру 2016. од стране студија Warner Bros. Pictures, филм је одлаган више пута због послана визуелним ефектима и стварања простора између себе и адаптације филма Књига о џунгли студија Walt Disney Pictures из априла 2016. Током јула 2018, Warner Bros. Pictures је продао права за филм стриминг услузи . Филм је објављен 29. новембра 2018. у одабраним биоскопима, које је пратило накнадно дигитално објављивање 7. децембра 2018. на стриминг услузи . Филм је добио помешан пријем критичара, који су похвалили улоге, визуелне ефекте и Серкисово редитељство, али су га сматрали незадовољавајућим у поређењу са филмом предузећа Disney и критиковали неуједначен тон, називајући га „неуредним — ако је амбициозан — прескакањем паљевине”.

## Радња
Дечак без родитеља којег су животиње одгајиле у џунгли уграби своју судбину суочавајући се са опасним непријатељем — и сопственим људским пореклом.

## Улоге
| Глумац             | Улога      |
| ------------------ | ---------- |
| Роен Чанд          | Могли      |
| Метју Рис          | Џон Локвуд |
| Фрида Пинто        | Месуа      |
| Кристијан Бејл     | Багира     |
| Енди Серкис        | Балу       |
| Бенедикт Камбербач | Шерхан     |
| Кејт Бланчет       | Ка         |
| Том Холандер       | Табаки     |
| Питер Малан        | Акела      |
| Наоми Харис        | Ниша       |
| Еди Марсан         | Вихан      |
| Џек Рејнор         | сиви брат  |
| Луј Ешберн Серкис  | Бут        |